# Soufflet (outil)
Pour les articles homonymes, voir Soufflet.
Le soufflet est un outil qui augmente artificiellement la quantité d'air nécessaire à la combustion d'un feu, afin d'apporter plus de comburant à cette combustion pour en augmenter la température. Il aspire puis comprime l'air ambiant par les variations successives de son volume intérieur pour souffler un jet d'air comprimé et dirigé vers sa sortie.

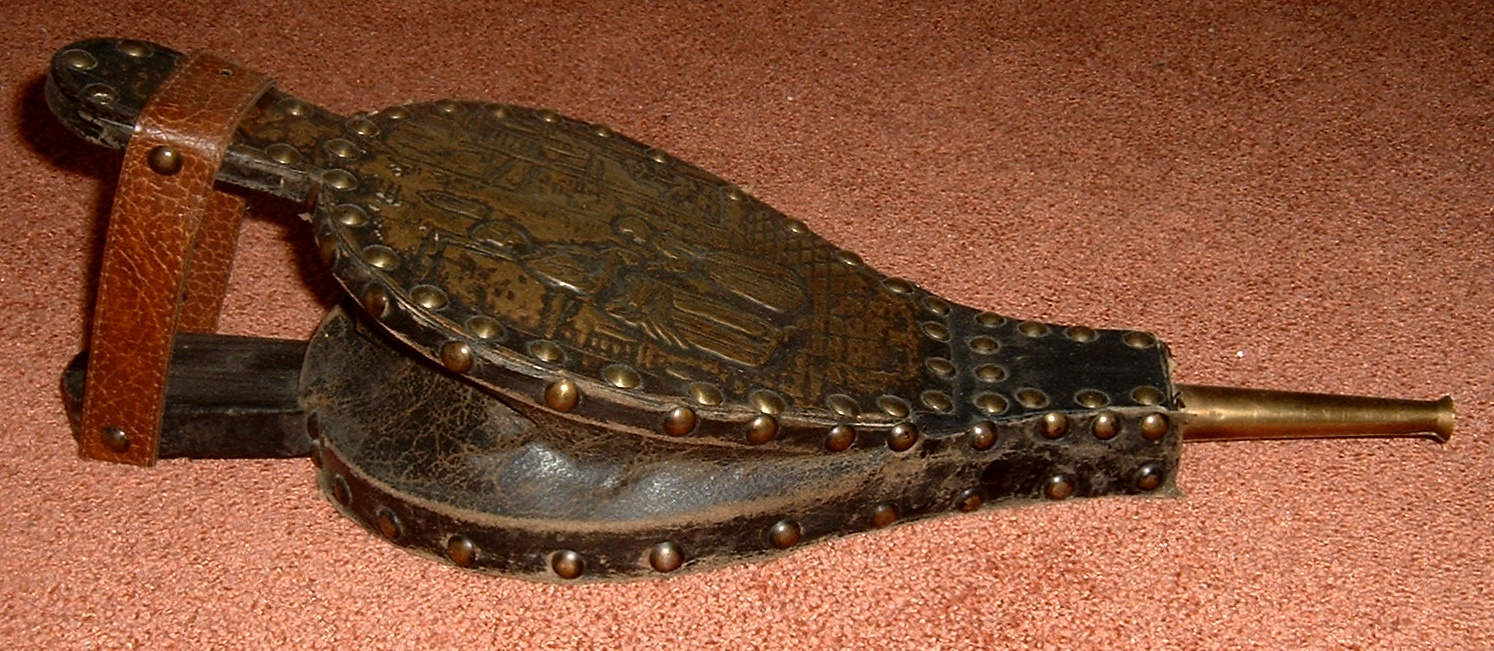
Un soufflet domestique.

Il apparaît dès l'antiquité dans plusieurs civilisations (vers 1500 av. J.-C. en Egypte), simultanément au développement de la métallurgie à laquelle il est étroitement lié, et son origine exacte est incertaine mais vraisemblablement multiple. Il se développe sous plusieurs formes, à partir de simples outres de peaux, parfois associées à des poteries, puis de bois. Ses usages sont à l'origine liés à la métallurgie, mais il devient ensuite un instrument du quotidien à proximité des cheminées, et de loisir comme instrument de musique à vent.
En Europe, le soufflet domestique contemporain se compose de deux surfaces, les flasques, réunies par un morceau de cuir qu’on nomme aussi peau ou quartier, et terminées par deux poignées que l’on nomme manches ou queues. L’une des flasques est munie d’une soupape ou âme, s’ouvrant de dehors en dedans, amenant l'air qui est expulsé à travers la tuyère.

Les soufflets industriels peuvent être constitués d'une simple outre de peau (cas des forges de Likasi).

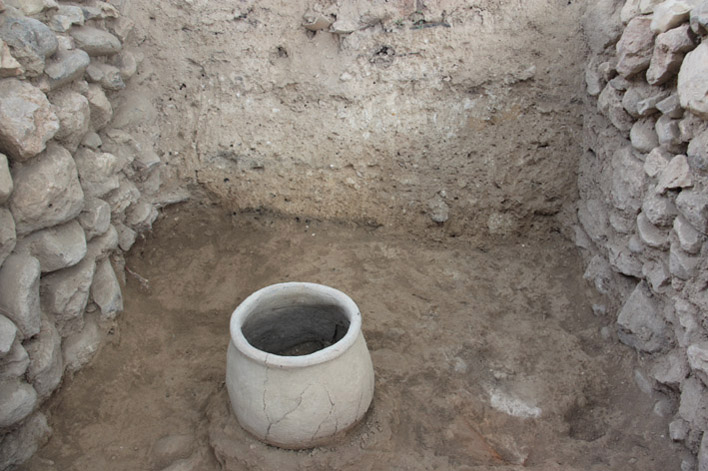
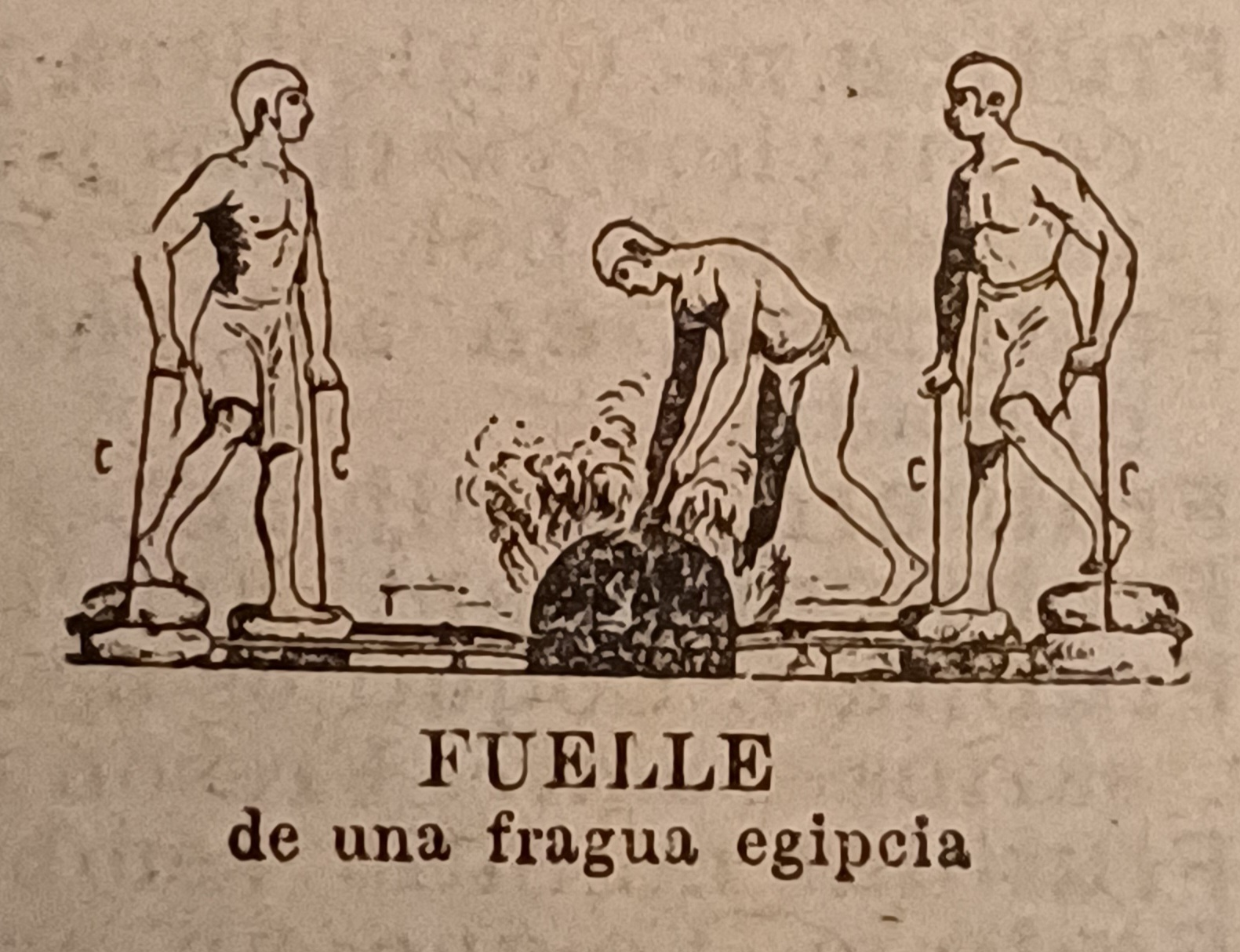
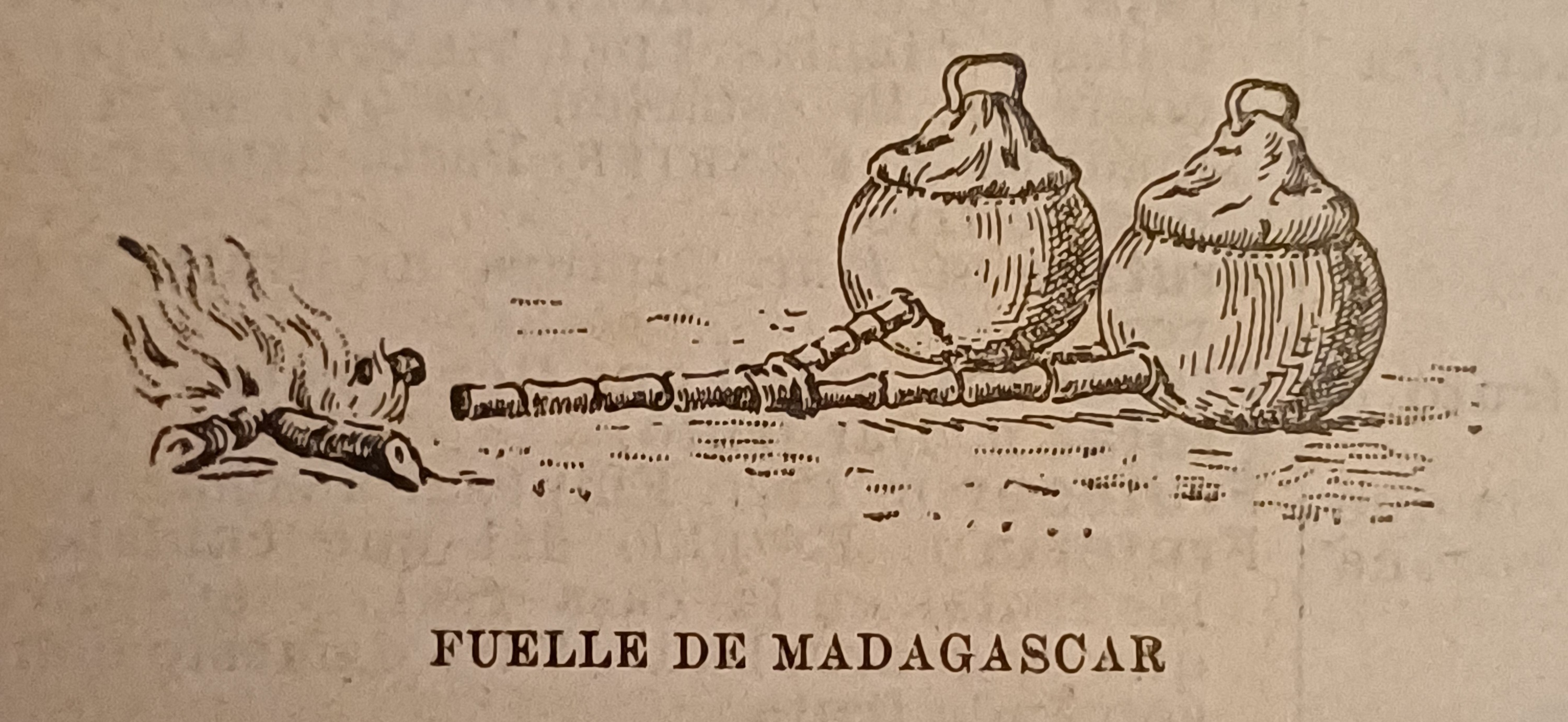
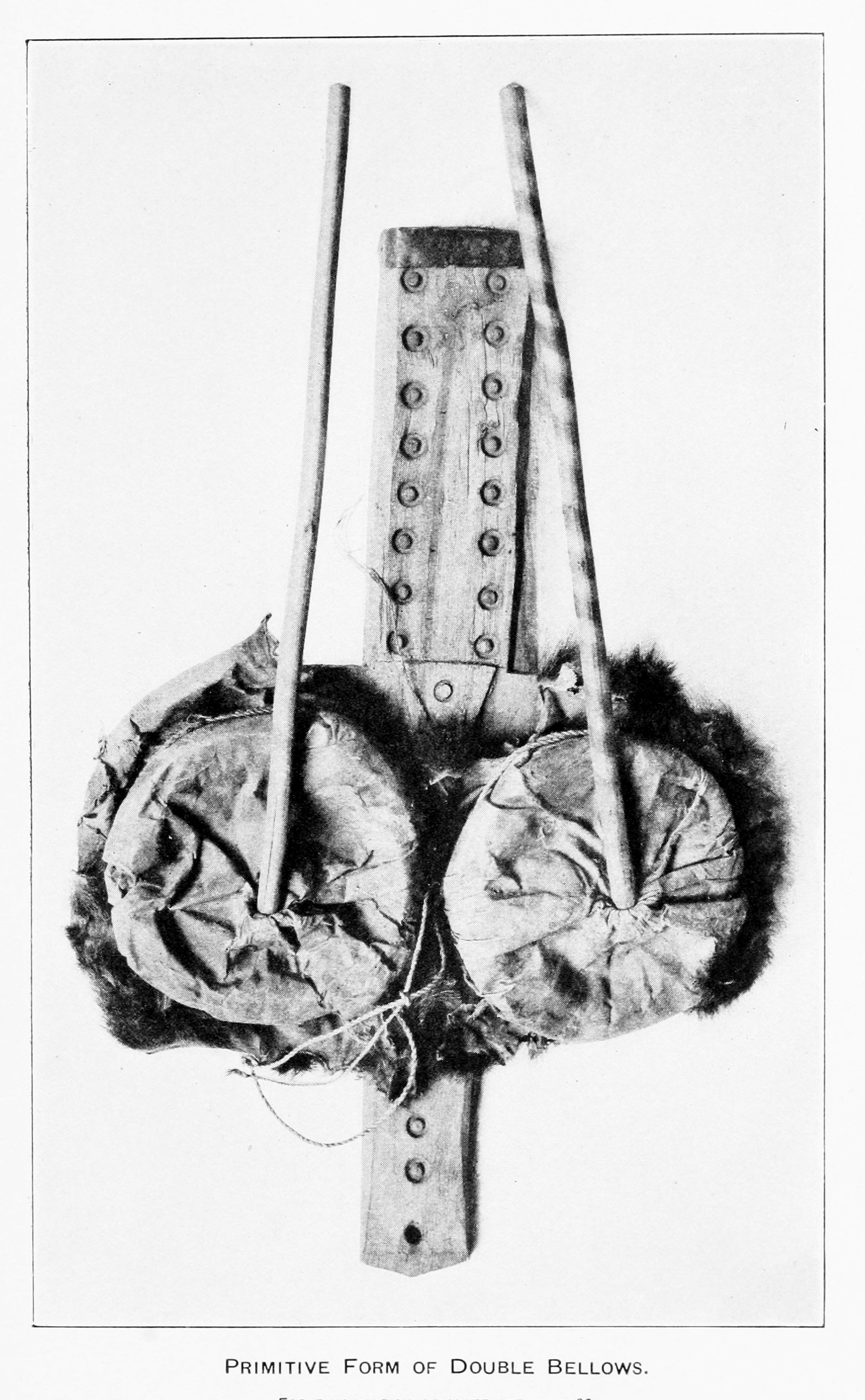
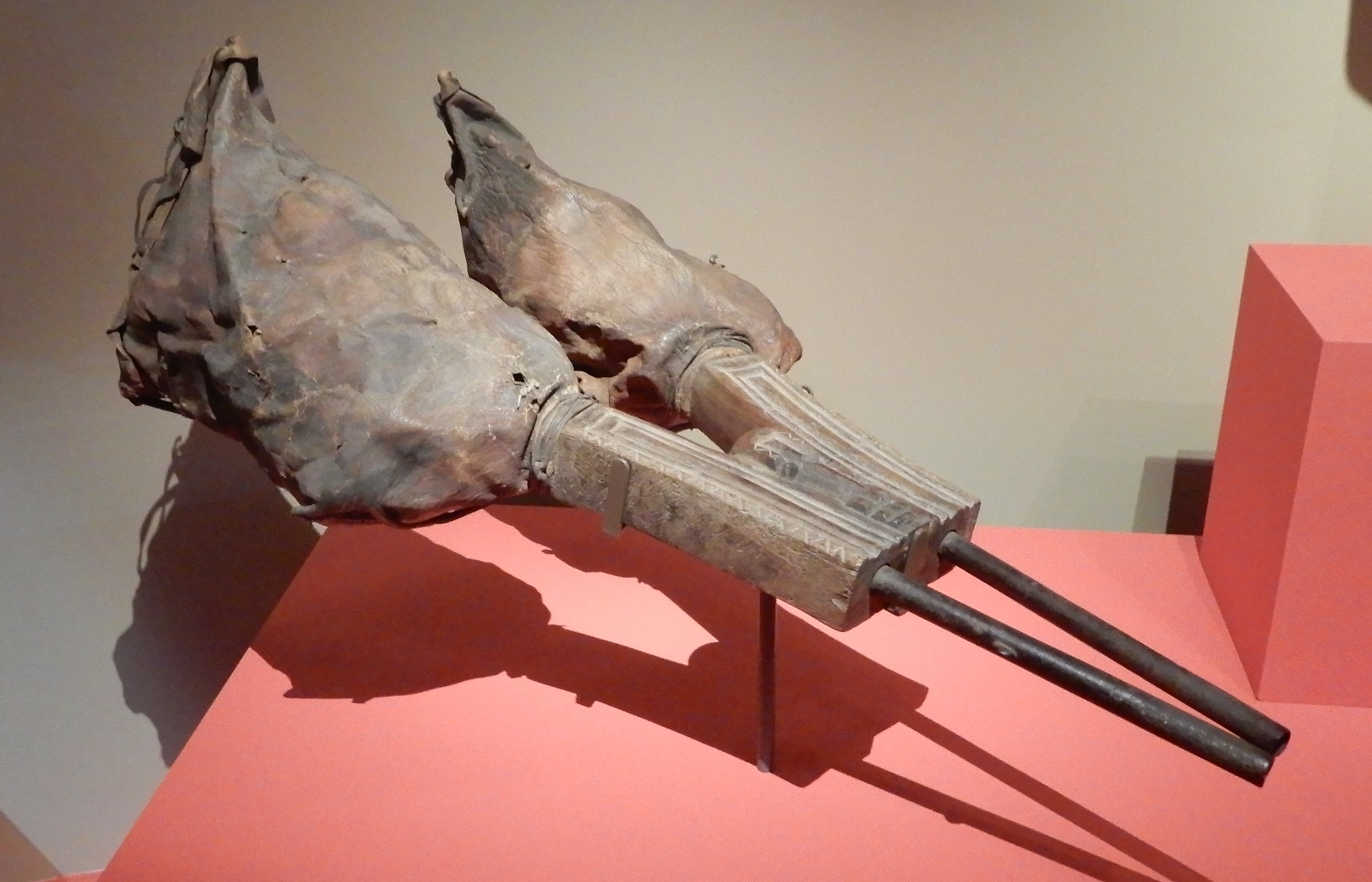

## Le soufflet domestique

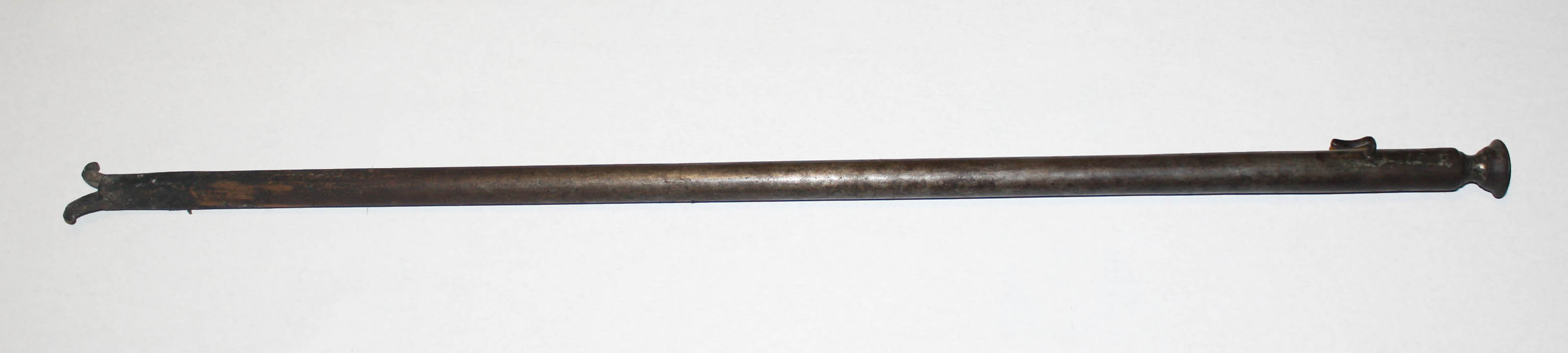
Ancien soufflet à bouche en fer forgé. Le plus élémentaire et sans doute le plus primitif des soufflets. Le soufflet à bouche était constitué d'un long tube en fer ou en bois d'un mètre environ, ou quelquefois d'un canon de fusil sans culasse.

Au Moyen Âge il est connu sous le nom de buffet, du vieux verbe français buffer signifiant souffler, encore employé dans quelques régions notamment en Poitou et dans les Charentes. En Occitanie le soufflet à bouche est connu sous le nom de bouffadou.
Au XIVe siècle, les cheminées de nobles ou de bourgeois disposent de soufflets luxueusement décorés ; les inventaires parlent de « buffets » d’or ou d’argent avec émaux et pierreries. 
Pendant la Renaissance, le soufflet grandit, à l'instar des monumentales cheminées. On l’orne de dorures, de personnages fantastiques ou mythologiques (Éole mordant la tuyère est presque toujours sculpté au bas du flasque) et souvent d’armoiries. 
Au XVIIe siècle la sculpture est à peu près abandonnée, les incrustations de nacre, de cuivre, de verroterie sont prédominantes. 
Au XVIIIe siècle la marqueterie est majoritairement employée.
Au XIXe siècle, le rendement des cheminées augmentant, celles-ci diminuent de volume. Les soufflets en font de même et deviennent plus fonctionnels que décoratifs.

## Le soufflet métallurgique
Le soufflet est le complément indispensable du la forge, du bas-fourneau ou du haut-fourneau. Il permet d'atteindre les températures suffisantes pour faire fondre ou travailler le fer.
Avant le premier millénaire apparaissent en Chine des soufflets capables de délivrer un grand débit d'air, et de manière continue. Construits en bois, ou associés par paires, ils contribuent à la naissance d'une puissante industrie métallurgique dès le Ve siècle av. J.-C.. En 31, le Chinois Du shi améliore la ventilation avec l'utilisation de la force hydraulique pour actionner un soufflet en bois : il obtient ainsi un air délivré à la fois à grande pression et à grand débit : le haut fourneau se généralise alors.
Dans la sidérurgie, les soufflets des hauts fourneaux sont remplacés progressivement dès 1776 par des pistons en fonte actionnés par la vapeur, appelés machines soufflantes.

## Le soufflet de forgeron

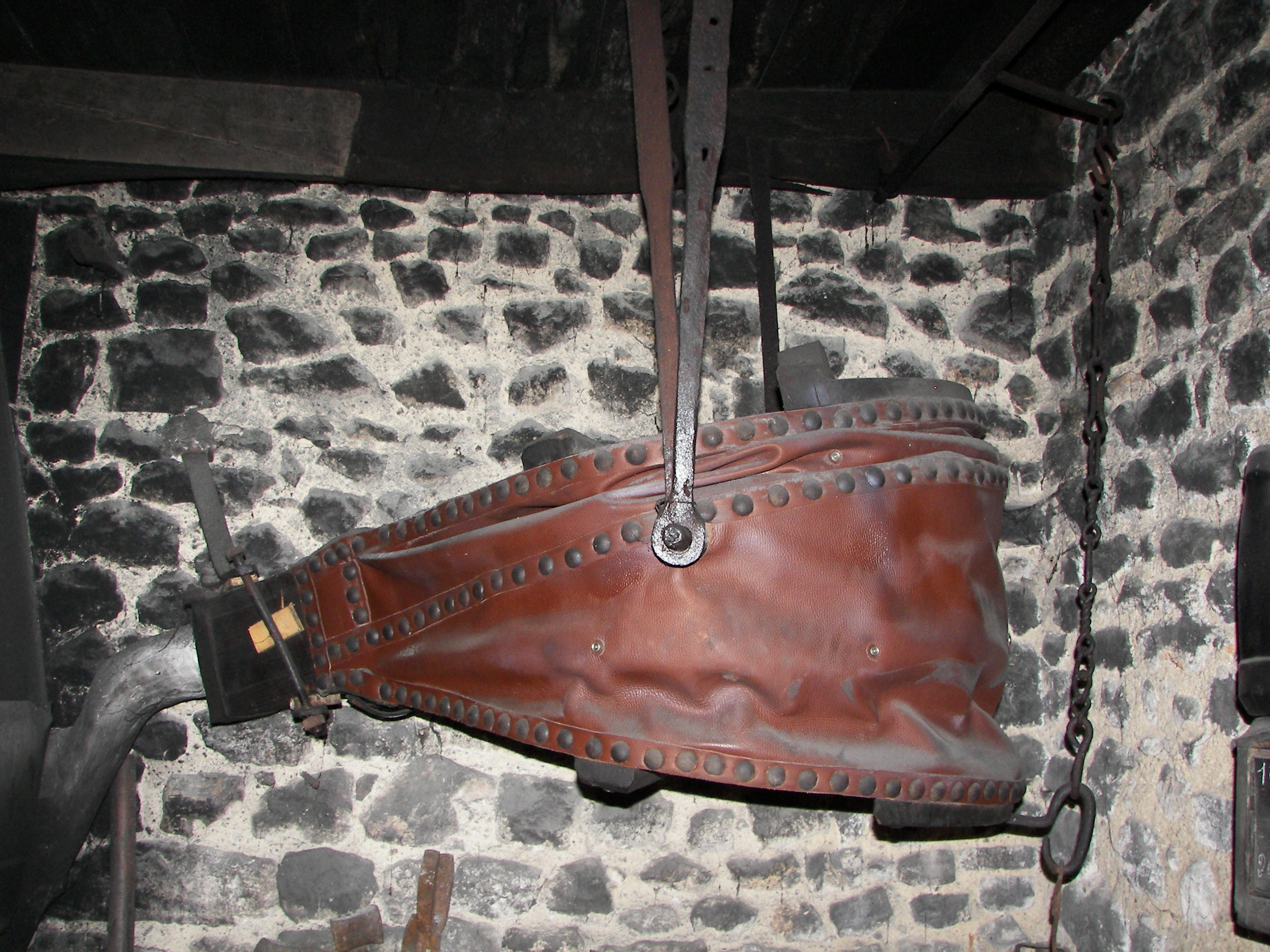
Soufflet de forge. Le soufflet repose sur un axe en fer situé à la jointure des deux compartiments. Le compartiment supérieur sert de tampon pour réguler le débit d'air.

Le soufflet de forge est aussi appelé une vache
Pendant le XVIIIe siècle et le XIXe siècle, la plupart des forgerons de village sont équipés d'un soufflet à deux compartiments. Le soufflet est accroché au plafond de l'atelier par un bâti métallique, et la partie inférieure est actionnée par une chaîne reliée à un balancier. Le débit et la pression de l'air peuvent être réglés par l'ajout de poids sur la partie supérieure, qui est libre, reliée par un tube métallique à la tuyère de la forge. Pour permette au forgeron de travailler à l'enclume tout en gardant la forge en chauffe, le soufflet est souvent actionné par un apprenti ou par sa femme. Certaines forges disposent d'une roue d'environ 2 mètres de diamètre dans laquelle un chien peut prendre place pour actionner le soufflet.
À la fin du XIXe siècle, apparait le soufflet métallique composé de deux cylindres, mais toujours actionné par une traction sur une chaîne reliée à un levier fixé sur un des cylindres. Il est détrôné à son tour par le ventilateur centrifuge, d'abord actionné à la main, puis très vite par un moteur électrique au fur et à mesure de l'électrification des campagnes.

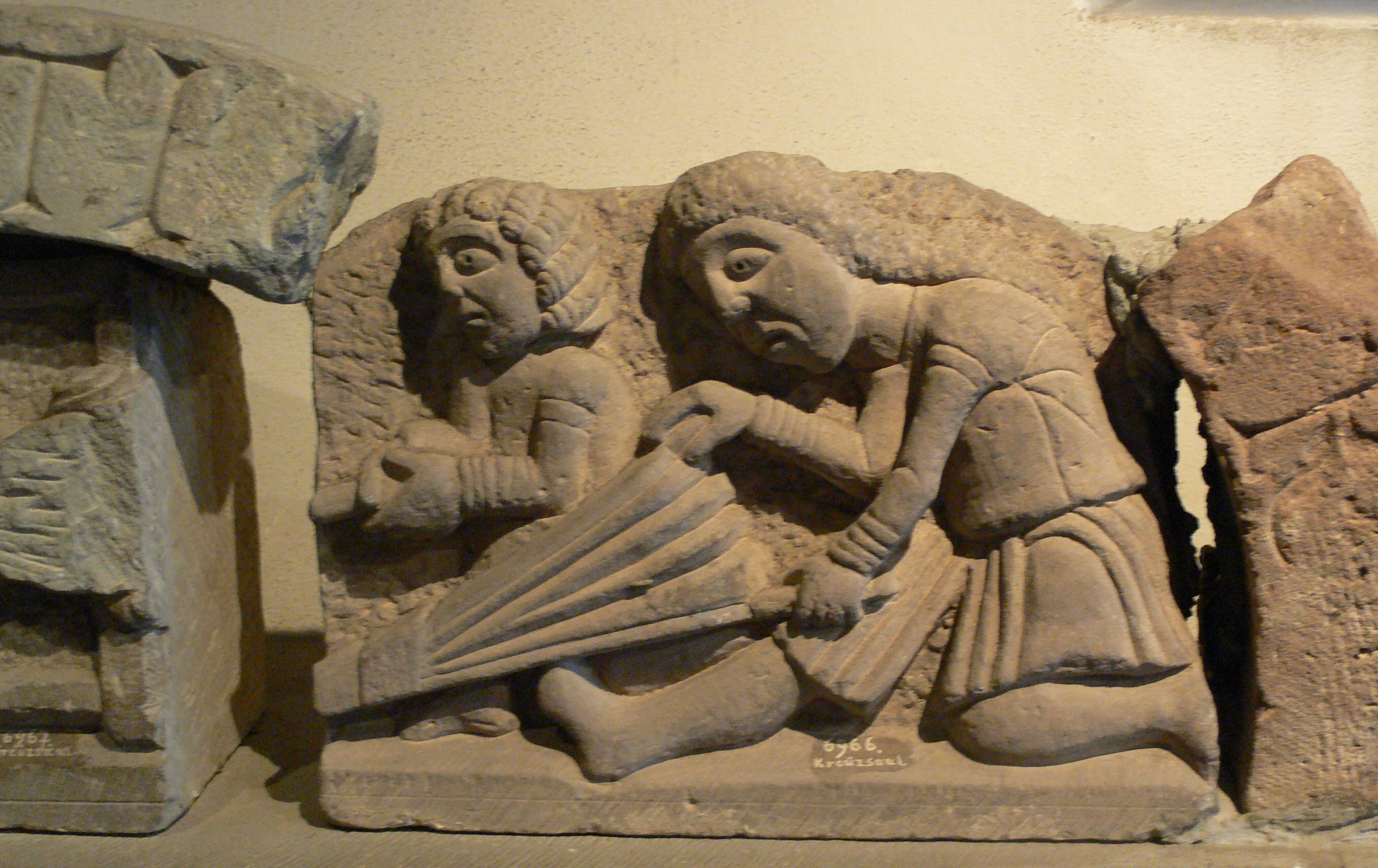
Soufflet. Bas-relief médiéval. Museum zu Allerheiligen. Schaffhouse, Suisse.
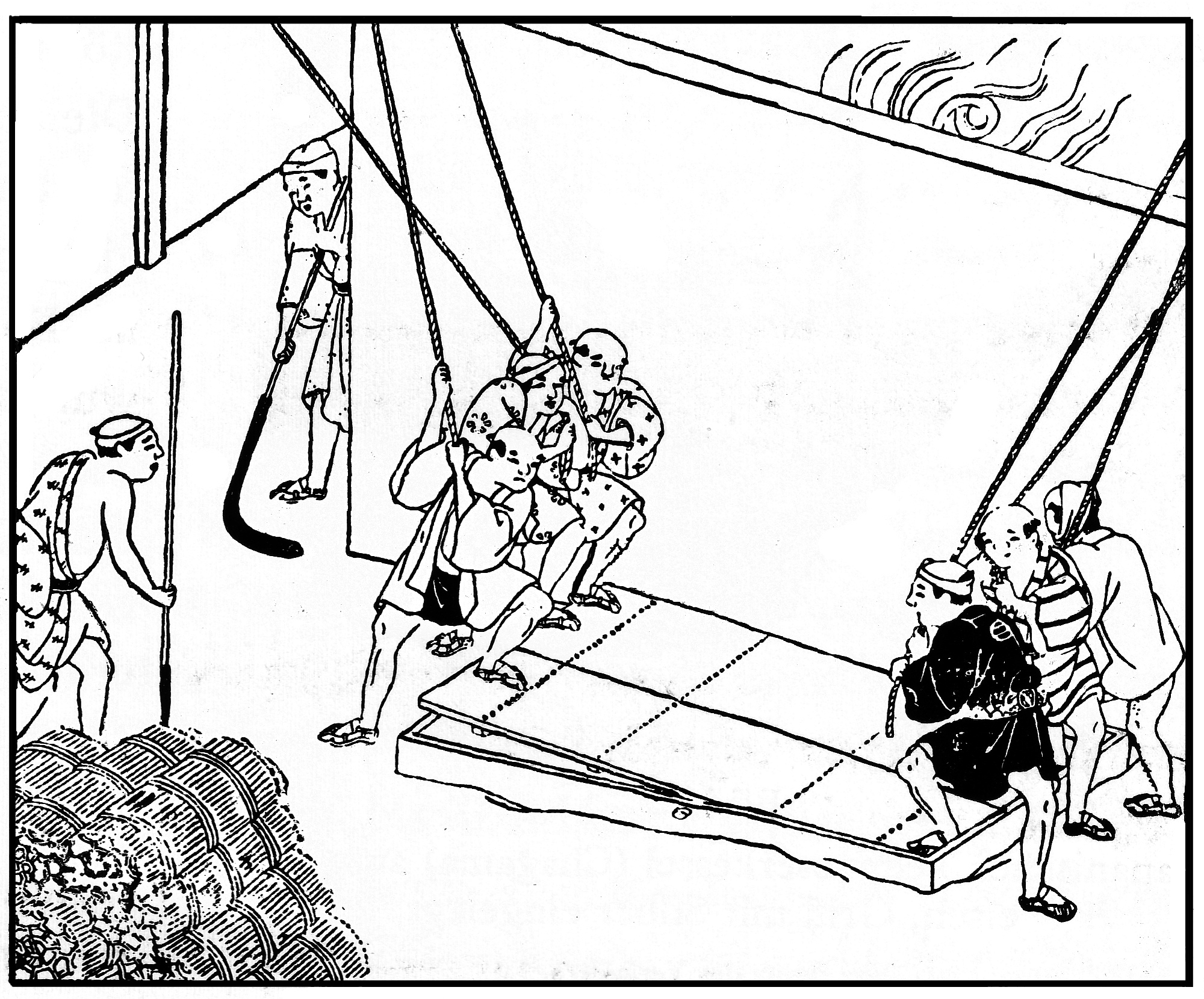
Manipulation des soufflets dans un tatara japonais.
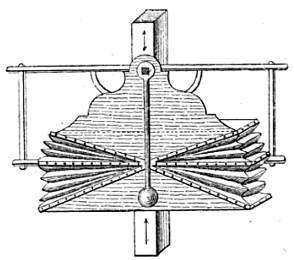
En termes de ventilation, 1776 on voit appliquer en Angleterre le ventilateur à soufflet mû par un balancier et décrit dans le supplément de l'Encyclopédie Diderot et d'Alembert.
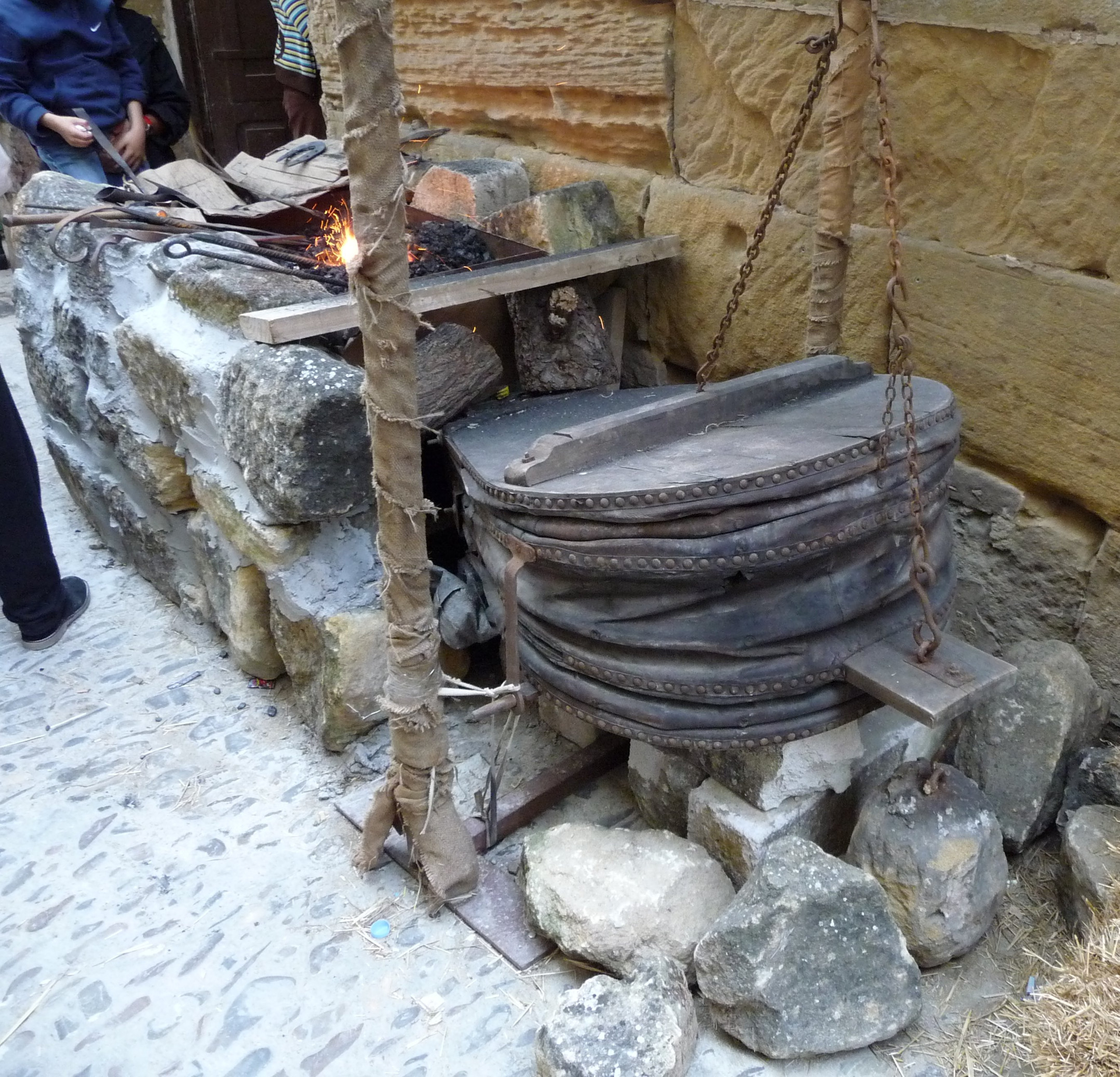
Soufflet de forge.
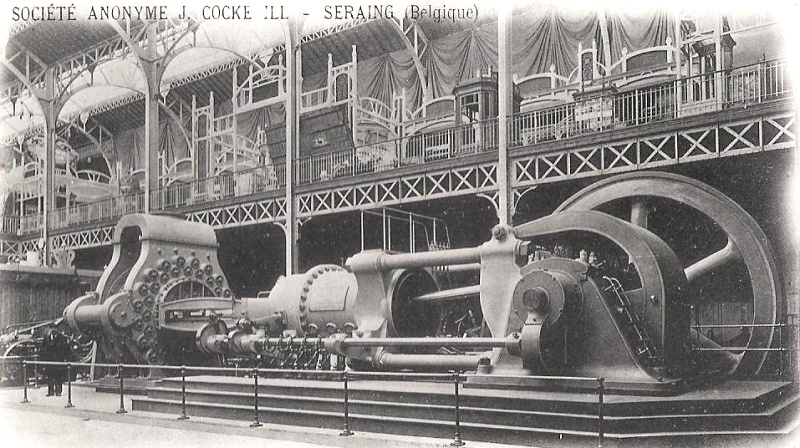
Machine soufflante de 158 tonnes développée par Delamare-Deboutteville et Malendrin et la S.A.John Cockerill  avec un seul cylindre développant une puissance de 600 chevaux, grand prix à l'Exposition universelle de 1900 à Paris.

## Soufflet de forgeà eau

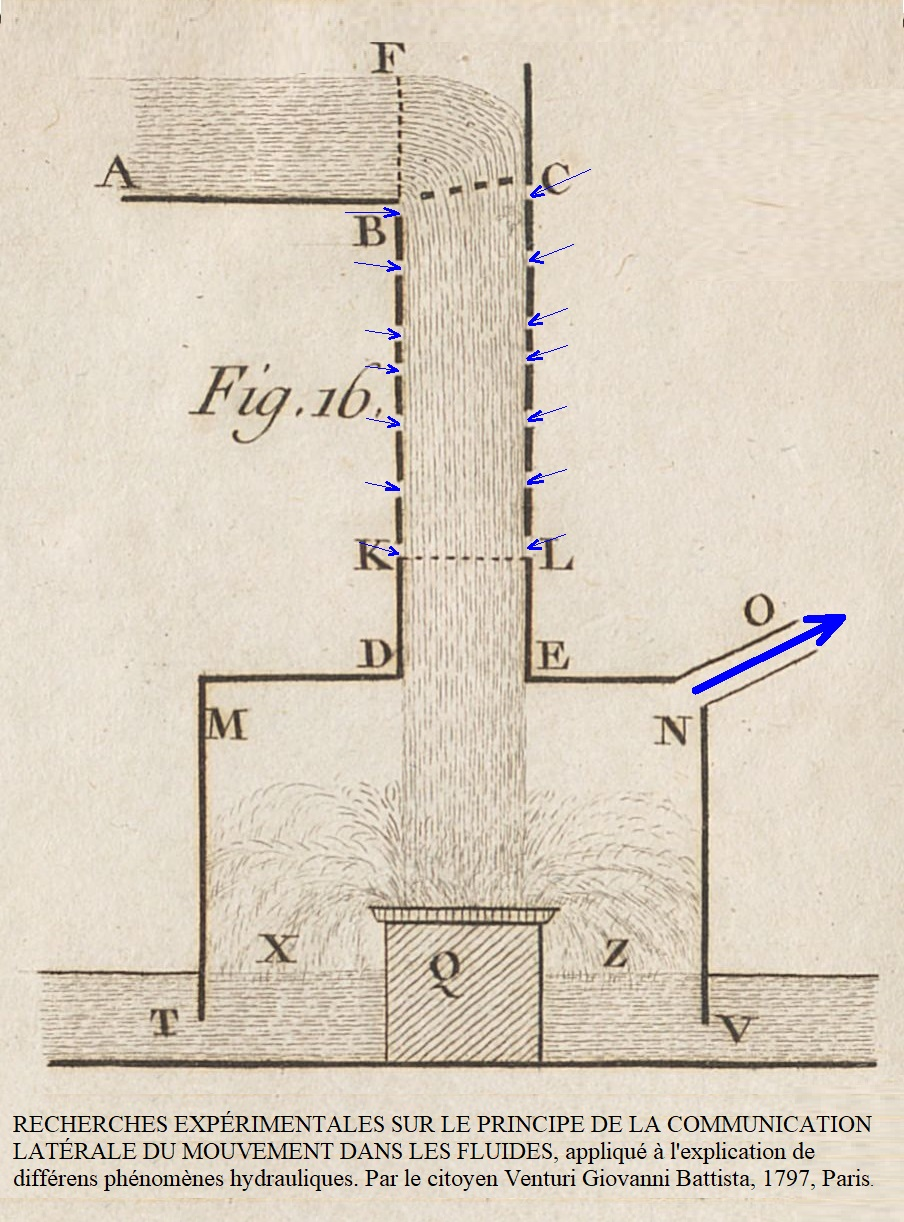
Soufflet d'eau tel que dessiné par Giovanni Battista Venturi, en 1797.

Dans les régions où existent des chutes d'eau peuvent être rencontrés des soufflets à eau ou trompes hydrauliques (schéma ci-contre). Le courant d'eau qui chute du bief de retenue par la grille BC entraîne de l'air à travers de multiples trous, lequel air s'accumule sous pression dans le réservoir inférieur TMNV et peut être utilisé via le tuyau NO.

## Soufflets d'instruments de musique
Divers instruments de musique sont munis de soufflets : orgue, accordéon, diverses cornemuses (uilleann pipes, bodega, musette, etc.).
C'est aussi le mécanisme de la boîte à meuh.

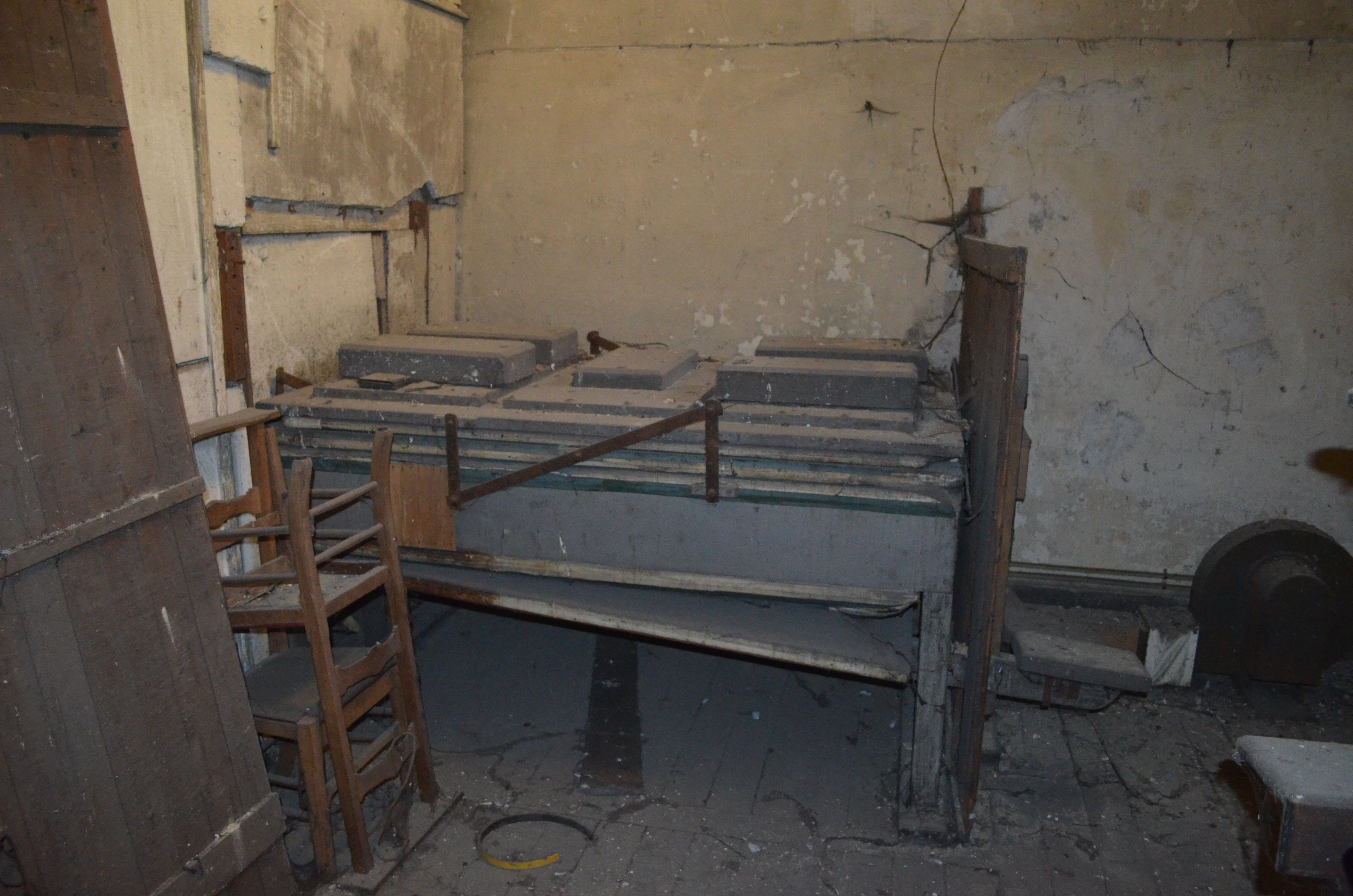
Soufflet d'orgue. Le réservoir est à tables parallèles à l'origine alimenté par deux pompes commandées par pédales.
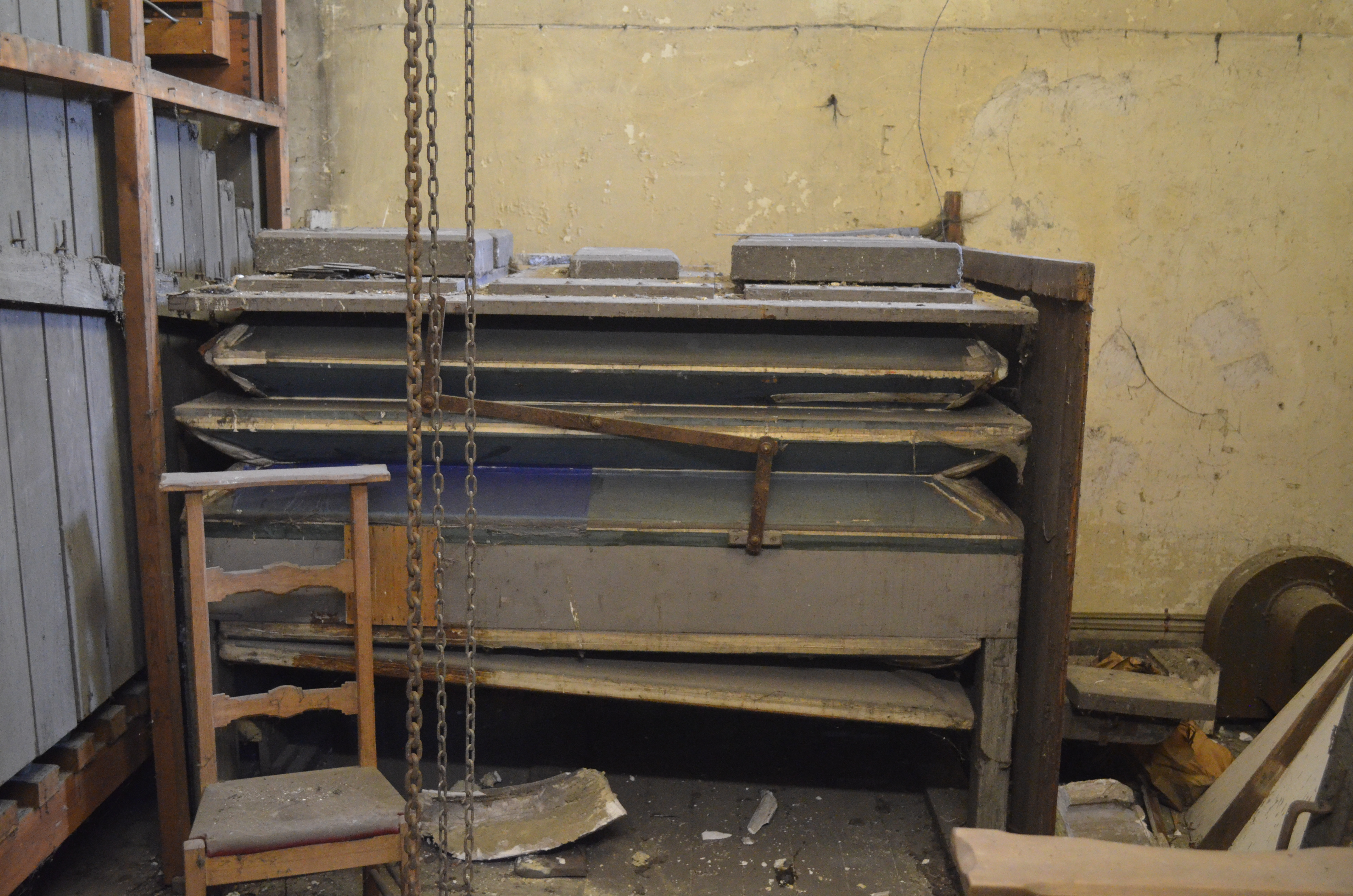
Soufflet sous pression.
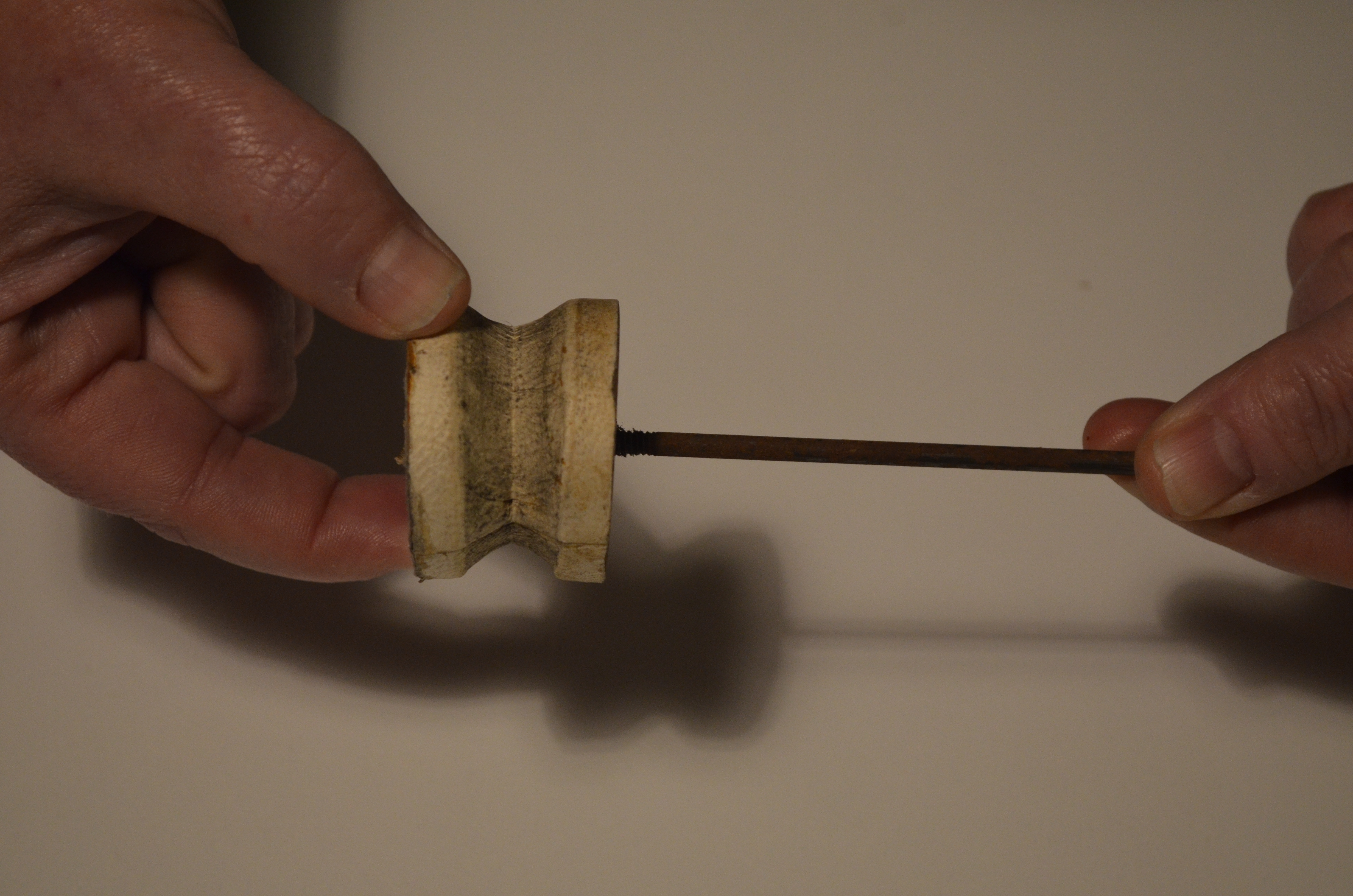
Runde Bälgchen, soufflet cylindrique en cuir intestinal utilisé à la manufacture d'orgue Link comme soufflet-moteur dans les relais et accouplements.
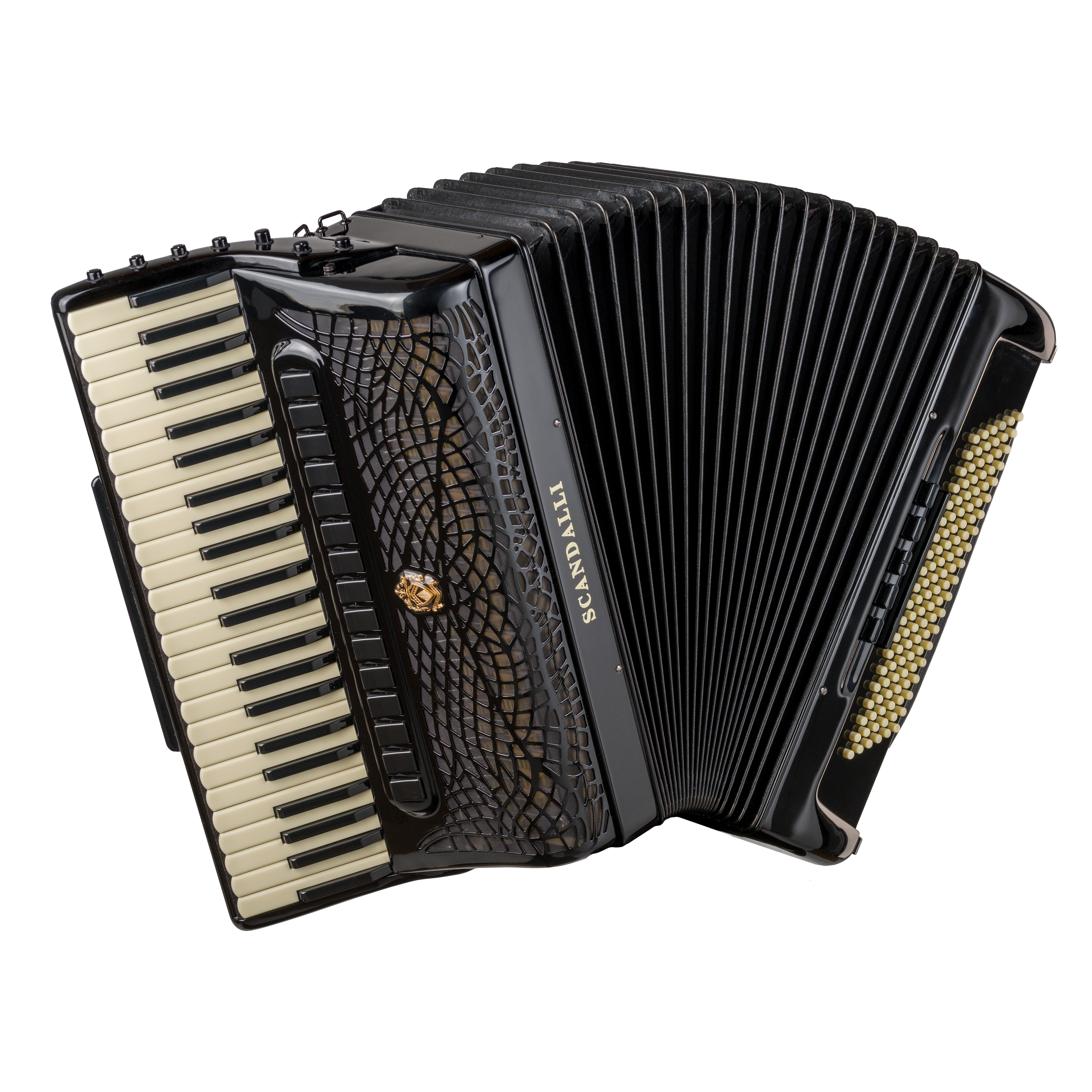
Accordéon à touches avec son soufflet